# Anita Lasker-Wallfisch
Anita Lasker-Wallfisch, född 17 juli 1925 i Breslau, är en tysk-brittisk cellist och en överlevande medlem av kvinnoorkestern i Auschwitz.

## Familj
Lasker föddes i en tysk-judisk familj i Breslau, då Tyskland (nuvarande Wrocław, Polen), som den yngsta av tre systrar (Marianne och Renate). Hennes far Alfons, bror till den kända schackmästaren Edward Lasker, var advokat; hennes mor violinist. De utsattes för diskriminering under 1930-talet när nazisterna tog makten i Tyskland, men eftersom hennes far hade kämpat vid fronten under första världskriget och fått Järnkorset, kände familjen en viss säkerhet mot nazistförföljelserna.

## Andra världskriget
Marianne, den äldsta systern, flydde till England 1939 och var den enda familjemedlemmen som undkom förintelsen på det europeiska fastlandet. Laskers föräldrar deporterades i april 1942 och tros ha mördats nära Lublin i Polen. Anita och Renate deporterades inte eftersom de arbetade i en pappersfabrik. Där träffade de franska krigsfångar och började förfalska papper för att franska tvångsarbetare skulle kunna ta sig tillbaka till Frankrike.
"Jag kunde aldrig acceptera att jag skulle dödas för vad jag råkade vara född som, och bestämde mig för att ge tyskarna en bättre anledning att döda mig."
 I september 1942 försökte de fly till Frankrike, men arresterades av Gestapo vid Breslaus järnvägsstation.

### Koncentrationsläger
Anita och Renate skickades till Auschwitz i december 1943 med separata fängelsetåg, ett något angenämare sätt än att föras bort i boskapsvagnar, och dessutom mindre farligt, eftersom det därmed inte skedde någon selektion vid ankomsten. Att spela i kvinnoorkestern i Auschwitz räddade henne eftersom cellospelare var svåra att ersätta. Orkestern spelade marscher när slavarbetarna lämnade lägret för arbete om morgnarna och när de kom tillbaka om kvällarna. De gav också konserter för SS.
I oktober 1944 ryckte Röda armén fram och Auschwitz evakuerades. Anita sattes på ett tåg till Bergen-Belsen tillsammans med 3 000 andra  och överlevde i sex månader med nästan ingen tillgång till mat. Efter att ha befriats av den brittiska armén förflyttades hon först till ett närliggande så kallat displaced persons camp. Hennes syster Renate, som kunde tala engelska, blev tolk hos den brittiska armén.
Under Belsenrättegången, som ägde rum från september till november 1945, vittnade Anita mot lägerkommendanten Josef Kramer, lägerläkaren Fritz Klein och vice lägerkommendant Franz Hössler, som alla dömdes till döden och hängdes samma år.

## Efterkrigstiden
1946 flyttade Anita och Renate till Storbritannien med hjälp av Marianne. Anita gifte sig med pianisten Peter Wallfisch och blev mor till två barn; hennes son är cellisten Raphael Wallfisch, och hennes dotter, Maya Lasker-Wallfisch psykoterapeut. Wallfisch var med och grundade English Chamber Orchestra (ECO) och uppträdde som både medlem och soloartist, och turnerade internationellt. Hennes barnbarn är kompositören Benjamin Wallfisch .
Efter att inte ha satt sin fot i Tyskland på 50 år återvände hon slutligen dit på turné med ECO 1994. Sedan dess har hon besökt tyska och österrikiska skolor för att berätta om sina upplevelser.
Genom åren har hon berättat sin livshistoria i ett flertal muntliga intervjuer, till exempel i Shoah Foundations Visual History Archive (1998) och onlinearkivet Forced Labor 1939–1945 (2006). Hon intervjuades av National Life Stories (C410/186) 2000 för samlingen "The Living Memory of the Jewish Community" som innehas av British Library.
2011 fick hon en hedersexamen som Doctor of Divinity från Cambridge University.
2018 höll hon ett minnestal i tyska förbundsdagen för att uppmärksamma 73-årsdagen av befrielsen av Auschwitz.